# Takao Wada
Takao Wada (jap. 和田孝夫 Wada Takao; ur. 24 czerwca 1953 w Tokio) – japoński kierowca wyścigowy.

## Kariera
Wada rozpoczął karierę w międzynarodowych wyścigach samochodowych w 1978 roku od startów w Japońskiej Formule Pacyfik, gdzie trzykrotnie stawał na podium, w tym raz na jego najwyższym stopniu. Uzbierane czterdzieści punktów pozwoliło mu zdobyć tytuł wicemistrza serii. W późniejszych latach Japończyk pojawiał się także w stawce Japońskiej Formuły 3, Północnoamerykańskiej Formuły Atlantic, Grand Prix Makau, FIA World Endurance Championship, Japońskiej Formuły 2, All Japan Sports-Prototype Championship, Japanese Touring Car Championship, World Sports-Prototype Championship, All Japan Sports Prototype Car Endurance Championship, Japońskiej Formuły 3000, Asia-Pacific Touring Car Championship, 24-godzinnego wyścigu Le Mans oraz All-Japan GT Championship.